# Macrohistoire
La macrohistoire désigne les travaux d'historiographie qui analysent les événements historiques en prenant en considération des éléments de contexte plus larges, tels que l'environnement géographique, l'économie, les idéologies et la culture.